# Fagui
Fagui est une commune rurale du Mali de l'arrondissement de Ziéna, dans le cercle de Zangasso et la région de Koutiala. Elle a pour chef-lieu la localité de Ziéna.

## Villages
La commune s'étend sur 10 localités relevées lors du recensement général de 2009. 
Les villages les plus peuplés sont :
- Ziéna (2 616 habitants)
- Nampala (1 675 habitants)
- Namporpela (1 602 habitants)

En 2023, la loi 2023-007 attribue à la commune 10 villages, fractions ou quartiers  :
- Ziéna
- Kadoubala
- Torola
- Gouembougou
- Namporpela
- Bougoro
- Sémesso
- Kéléni
- Nampala
- Lampasso